# La Vallenata
La Vallenata fue una emisora perteneciente a Caracol Radio. Su programación estaba compuesta en su totalidad por música del género vallenato, acompañada de mensajes sobre servicios sociales, dedicaciones y solicitudes de canciones por parte de los oyentes. 

## Historia

### 1994-2013
Antes de 1994 emitía en Bogotá en la frecuencia 1220 del dial AM cuando Caracol Radio adquirió la emisora Radio Juventud de la cadena CORAL, luego pasó al dial FM en 104.4 (actualmente ocupada por Alerta Bogotá 104.4 de RCN Radio).
En 1999 inicia su ampliación del sistema a nivel nacional en la ciudad de Duitama en la frecuencia 1150 AM en reemplazo de Radionet, luego llega a Cali en 93.1, Barranquilla 90.1 y Neiva 98.3 reemplazado a Radioacktiva en esas ciudades, en Medellín en los 106.3 Reemplazando la emisora  "La Clave", luego llega a Ibagué en la frecuencia 96.3 FM luego de que Caracol Radio alquilara la frecuencia FM de La Voz del Tolima y en noviembre de 1999 llega a Sogamoso en la frecuencia 88.6 fm remplazando a Corazón Estéreo.
Cabe destacar que con la llegada de La Vallenata a Sogamoso se continuó emitiéndose simultáneamente la emisora AM en Duitama, hasta inicios del 2000 cuando fue remplazada por La Deportiva y un año después por Radio Reloj.
En 2001 llega a Montería en los 102.0, a los 98.1 en Popayán reemplazando a Oxígeno, En Bucaramanga su frecuencia es traslada a los 95.7 (reemplazando a Radioacktiva) tras la llegada de los 40 principales a los 90.7 en dicha ciudad. En este momento es donde la Vallenata llega a estar su mejor momento en cuanto a cobertura a nivel nacional, estando presente en 11 ciudades.
En 2003 La Vallenata Medellín 106.3 FM pasa los 99.4 Reemplazando Radioacktiva, Popayán 98.1 es reemplazada por Bésame. En mayo de 2004 La Vallenata Neiva 98.3 FM es reemplazada por Tropicana. En 2005 se traslada a 97.4 FM reemplazando a 40 Principales, emisora hermana que paso a la frecuencia 89.9 FM (que ocupó históricamente la emisora HJCK El Mundo en Bogotá). En 2006 La Vallenata Montería 102.0 FM intercambió su frecuencia con Tropicana 107.5 FM, en Sogamoso 88.6 FM es remplazada por Bésame y en Sincelejo en 100.3 FM es reemplazada por Tropicana. 
En 2008 Oxígeno Adultos (Con música tropical, popular, vallenatos) reemplazó La Vallenata en Cali 93.1 FM, Medellín 99.4 FM (10 de agosto de 2008), Ibagué 96.3. En 2009 La Vallenata Bogotá 97.4 es reemplazada por Bésame. A principios del 2011 Oxígeno Adultos sigue con la ampliación de su sistema musical por lo cual es reemplazada La Vallenata en 90.1 Barranquilla, 95.7 Bucaramanga, 107.5 en Montería. en ese momento la Vallenata pierde presencia en todas las ciudades.

### 2013-2014
El 4 de julio de 2013 La Vallenata regresa Bogotá en su frecuencia 97.4 Reemplazando a Bésame. Un bar de Bogotá fue escogido para el relanzamiento de la emisora.
El 14 de enero de 2014 a las 10:00 a. m. La Vallenata sale al aire en la ciudad de Medellín en la Frecuencia 102.3 FM, donde anteriormente se emitía Caracol Radio; su programación se originaba en enlace con Bogotá.
En abril de 2014, la frecuencia 95.7 FM de Bucaramanga se relanzó el nombre de La Vallenata en reemplazo de Oxígeno debido a la popularidad del folclor vallenato en esta ciudad. La programación netamente local incluía, además de los vallenatos clásicos y de nueva ola como elemento principal, otros segmentos musicales. Sin embargo, el 11 de noviembre de 2014 la emisora se reemplaza por Tropicana, conservando la programación de corte vallenato, junto con otros ritmos tropicales y populares.

### 2015-2017
El 15 de mayo de 2015 y después de varios años de ausencia, La Vallenata llegó a la ciudad de Ibagué en la frecuencia 101.5, cuya señal se origina desde Melgar con cobertura para el centro del país, remplazando la marca Oxígeno Adulto en FM, enfocada principalmente en el género vallenato. A principios de noviembre de 2015 la frecuencia se remplazada por Tropicana estéreo.
El 7 de junio de 2016 sale del aire La Vallenata Bogotá, cediendo su frecuencia 97.4 a LOS40. Esto fue generado por la devolución de la frecuencia 89.9 por parte de Caracol Radio al grupo Valorem de la familia Santodomingo que compró el dial a finales del 2015 a la familia Castaño Valencia (Radial Bogotá S.A.). Por tal motivo, se termina el arriendo de la frecuencia ya que Blu Radio incorporó una emisora musical en el dial 96.9. La emisión de la Vallenata originada desde Bogotá se originó a nivel en línea en la página de la emisora y en la aplicación Radiapp. Posteriormente, y sin previo aviso, la frecuencia 102.3 en Medellín se cede a la propuesta de Radioacktiva, comenzando desde el 1 de marzo de 2017, cesando también la transmisión por internet, a pesar de mantener la página web de la emisora. En la frecuencia 88.9 FM se emite Q'Hubo Radio FM desde el 15 de marzo de 2017.

## Frecuencias
- Barranquilla: 90.1 FM HJQU (1999-2011) hasta 2011 cambió a Oxígeno.
- Bogotá: 1220 AM HJKR (1994-1995) / 104.4 FM HJL82 (1998-2005) / 97.4 FM HJL80 (2005-2009), (2013-2016) hasta 2016 cambió a Los 40 Principales.
- Bucaramanga: 95.7 FM HJNH (2001-2011), (2014) fue reemplazada por Tropicana.
- Cali: 93.1 FM HJB57 (2000-2008) fue reemplazada por Oxígeno
- Ibagué: 96.3 FM HJB81 (1999-2008) Hasta 2008 cambió a Oxígeno.
- Manizales: 91.7 FM HJHC (2000-2008) Hasta 2008 cambio a Oxígeno.
- Medellín:106.3 FM HJA74 (1999-2003) / 99.4 FM HJG53 (2003-2008) / 102.3 FM HJD76 (2014-2017) cambio a Q'Hubo Radio.
- Melgar: 101.5 FM HJQ20 (2015) cambió a Tropicana.
- Montería: 102.0 FM HJL30 (2001-2006) / 107.5 FM HJA21 (2006-2011) hasta 2011 cambió a Oxígeno.
- Neiva: 98.3 FM HJB39 (1999-2004) en 2004 cambió a Tropicana.
- Popayán: 98.1 FM HJK40 (2001-2003) en 2003 cambio a Bésame
- Sogamoso: 88.6 FM HJB41 (1999-2006) Hasta 2006 cambió a Bésame.